# Спалення (фільм)
«Спалення» (кор. 버닝, beo-ning) — південнокорейська містична драма 2018 року поставлена режисером Лі Чхан Доном за мотивами новели Харукі Муракамі «Спалити сарай». Світова прем'єра стрічки відбулася 16 травня 2018 року на 71-му Каннському міжнародному кінофестивалі, де вона брала участь в основній конкурсній програмі та отримала Приз ФІПРЕССІ.
Фільм демонструвався на ОМКФ-2018 у рамках програми «Фестиваль фестивалів».
У вересні 2018 року фільм було висунуто від Південної Кореї претендентом на 91-шу премію «Оскар» Американської кіноакадемії в номінації за найкращий фільм іноземною мовою.

## Сюжет
Після закінчення університету Лі Чон Су не зміг влаштуватися на роботу, тож тимчасово працює кур'єром. Під час чергової доставки він зустрічає дівчину на ім'я Хе Мі яка стверджує що вони виросли з ним в одному селі, але Чон Су її не пригадує. Домовившись зустрітися ввечері в барі, вони розходяться. Зустрівшись в барі вони розповідають один одному як склалося їхнє життя; Чон Су розповідає, що збирається стати письменником, а Хе Мі каже що ходить на курси акторського мистецтва. Далі вона розповідає що незабаром поїде в подорож до Африки, але їй нема з ким залишити свого кота якого вона нещодавно підібрала на вулиці, та просить Чон Су доглянути за ним. Наступного дня Чон Су приїздить до Хе Мі, вона зустрічає його на автобусній зупинці та веде до будинку на пагорбі, в якому орендує маленьку кімнату. Під час підйому на пагорб, Чон Су розповідає що його батько потрапив до в'язниці тож він змушений повернутися в рідне село доглядати батьківську ферму, але за котом все ж догляне. Дівчина дає йому код від своєї оселі та показує де лежить сухий корм для котів, але самого кота Чон Су так і не побачив, бо той нібито ховається від незнайомців. Коли вона поїхала Чон Су став приходити годувати кота, але жодного разу його так і не побачив. Про те що кіт насправді існує, свідчив лише з'їдений корм, та свіжі екскременти в лотку.
Одного разу Хе Мі подзвонила Чон Су та розповіла що в Найробі сталися якісь заворушення, тому вона трохи затрималася. Але вже все вляглося, тож вона вилітає та просить Чон Су зустріти її в аеропорту. По прильоті з'ясовується що Хе Мі повернулася не сама, а зі своїм новим знайомим на ім'я Бен, який виявився досить заможним молодиком. Бен живе в величезній квартирі в престижному районі та їздить на Порше. Одного разу парочка приїздить до Чон Су на ферму, яка розташована поблизу кордону з КНДР. Споглядаючі захід сонця, трійця курить марихуану. Знаходячись під кайфом Хе Мі починає танцювати топлес на фоні сонця, та відключається. Занесши її до будинку, чоловіки продовжують сидіти надворі і Бен розповідає що в нього є таємне хобі. Виявляється, що він раз в два місяці приїздить в сільську місцевість де спалює занедбану теплицю, та каже що вже обрав наступну поблизу ферми Чон Су. З цієї миті Чон Су втрачає спокій. Його охоплює передчуття чогось страшного, до того ж телефон Хе Мі не відповідає, а всі її друзі кажуть що не бачили дівчину вже давно…

## У ролях
- Ю А Ін — у ролі Лі Чон Су.
- Чон Чон Со[en] — у ролі Шин Хе Мі.
- Стівен Йон — у ролі Бена.

## Знімальна група
- Автори сценарію — Лі Чхан Дон, О Джон Мі за новелою Харукі Муракамі «Спалити сарай» (納屋を焼, 1983)
- Режисер-постановник — Лі Чхан Дон
- Продюсери — Лі Джун Тон, Ок Кван Хі, Ой Юнг Ван
- Оператор — Хон Ген Пхе
- Композитор — Моуг
- Монтаж — Кім Хен, Кім Да Вон
- Художник-постановник — Шин Жум Хі
- Художник з костюмів — Лі Чхун Йон

## Нагороди та номінації
- Це неповний список нагород та номінацій, докладніше: Список нагород та номінацій фільму Спалення[en].

| Список нагород та номінацій         | Список нагород та номінацій | Список нагород та номінацій                           | Список нагород та номінацій       | Список нагород та номінацій | Список нагород та номінацій |
| Кінофестиваль/Кінопремія            | Рік                         | Категорія                                             | Номінант(и)                       | Результат                   | Дж                          |
| ----------------------------------- | --------------------------- | ----------------------------------------------------- | --------------------------------- | --------------------------- | --------------------------- |
| Каннський кінофестиваль             | травень 2018                | Золота пальмова гілка                                 | Спалення                          | Номінація                   | [ 4 ]                       |
| Каннський кінофестиваль             | травень 2018                | Приз ФІПРЕССІ                                         | Спалення                          | Перемога                    | [ 6 ]                       |
| Каннський кінофестиваль             | травень 2018                | Приз «Вулкан» за технічну майстерність                | Шин Жум Хі (художник-постановник) | Перемога                    | [ 13 ]                      |
| Каннський кінофестиваль             | травень 2018                | Найкращий фільм на думку видання Screen International | Спалення                          | Перемога                    | [ 13 ]                      |
| Міжнародне товариство кіноманів     | 2018                        | Золота пальма                                         | Спалення                          | Перемога                    |                             |
| Мюнхенський кінофестиваль           | 2018                        | Найкращий міжнародний фільм                           | Спалення                          | Номінація                   |                             |
| Міжнародний кінофестиваль у Торонто | 2018                        | Приз «Народний вибір»                                 | Спалення                          | Номінація                   | [ 14 ]                      |
| Кінофестиваль у Сіджасі             | 2018                        | Найкращий фільм                                       | Спалення                          | Номінація                   |                             |